# Brodnia (gromada)
Brodnia – dawna gromada, czyli najmniejsza jednostka podziału terytorialnego Polskiej Rzeczypospolitej Ludowej w latach 1954–1972.
Gromady, z gromadzkimi radami narodowymi (GRN) jako organami władzy najniższego stopnia na wsi, funkcjonowały od reformy reorganizującej administrację wiejską przeprowadzonej jesienią 1954 do momentu ich zniesienia z dniem 1 stycznia 1973, tym samym wypierając organizację gminną w latach 1954–1972.
Gromadę Brodnia siedzibą GRN w Brodni (obecnie są to dwie wsie: Brodnia Górna i Brodnia Dolna) utworzono – jako jedną z 8759 gromad na obszarze Polski – w powiecie łaskim w woj. łódzkim, na mocy uchwały nr 31/54 WRN w Łodzi z dnia 4 października 1954. W skład jednostki weszły obszary dotychczasowych gromad Aleksandrówek, Brodnia, Gucin i Grzeszyn (z wyłączeniem wsi Sowińce) ze zniesionej gminy Buczek w tymże powiecie. Dla gromady ustalono 15 członków gromadzkiej rady narodowej.
1 lipca 1968 gromadę zniesiono, a jej obszar włączono do gromad: Buczek (wieś Brodnia Dolna, parcelę Brodnia-Krochmalnia, parcelę Dąbrówka, kolonię Piaskowice, parcelę Stary Dwór, kolonię Brodnia Górna, wieś Wilkowia, wieś Grzeszyn, wieś Gucin oraz kolonię Podjamborek) i Wiewiórczyn (wieś Wymysłów i kolonię Aleksandrówek) w tymże powiecie.